# Францішек Томаш Бернат
Францішек Томаш Бернат (пол. Franciszek Tomasz Bernat; 1879, Львів — після 1939, там само) — польський скульптор.
Народився у 1879 році у Львові. У 1897—1901 роках навчався у Львівській художньо-промисловій школі (викладачі Петро-Віталіс Гарасимович та Юліуш Белтовський). Упродовж 1908—1939 років керував власним закладом архітектурно-скульптурного оздоблення. Виконував барельєфи та статуї для декорування будинків, а також паркову скульптуру, надгробки. Бернату властиві прийоми гротеску та експресії, лінійно-орнаментальної декоративності у дусі модерну, вільна інтерпретація іконографічних сюжетів та стилістики середньовіччя й бароко.
Після закінчення першої світової війни Бернат продовжив співробітництво з львівськими архітекторами, але вже не так активно. Він був заприсяженим експертом у судових справах, пов'язаних із декоративною скульптурою.
Мешкав на вул. Клушинській (нинішня вул. Кармалюка), 7. Тут містилася і його майстерня.
Роботи у Львові
- десять барельєфів на міфологічну тематику на фасадах кам'яниці на вул. Ставропігійській, 4 (1909)[1];
- фігура орла на фасаді будинку на вул. Зеленій, 46 (1909)[2];
- статуї та рельєфи за середньовічними та театральними мотивами на фасаді й в інтер'єрі будинку театру-вар'єте «Казино де Парі» (1910; нині — Львівський академічний театр імені Леся Курбаса на вул. Леся Курбаса, 3)[1][3];
- три барельєфи у стилі ар деко з фігурами збирачів винограду на фронтоні кам'яниці на вул. Пекарській, 49 (1910)[4];
- горельєф «Мадонна з малим Ісусом» на фасаді кам'яниці архітектора Юзефа-Яна Яворського, що на нинішній вул. Єфремова, 34 (1929)[5][6].

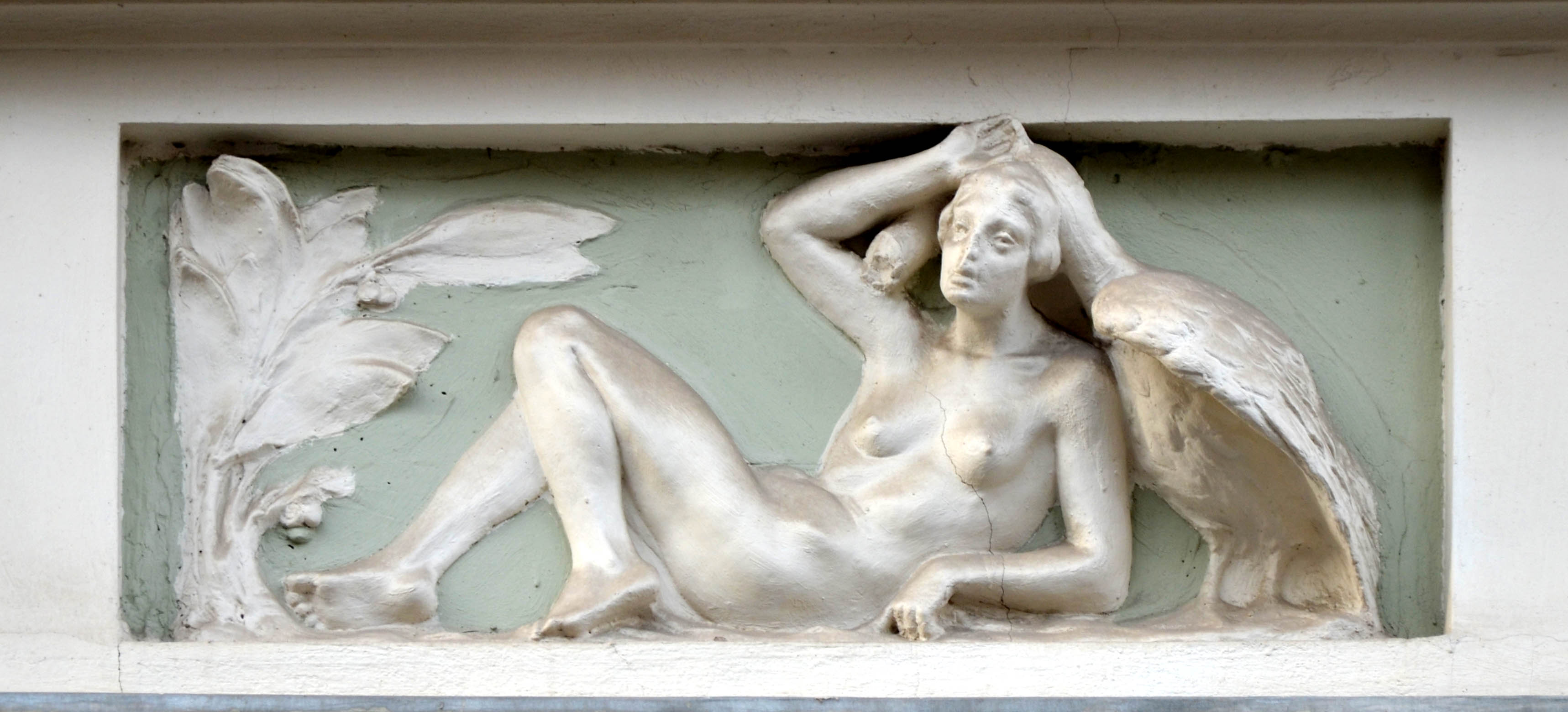
Барельєф на міфологічну тематику (вул. Ставропігійська, 4)
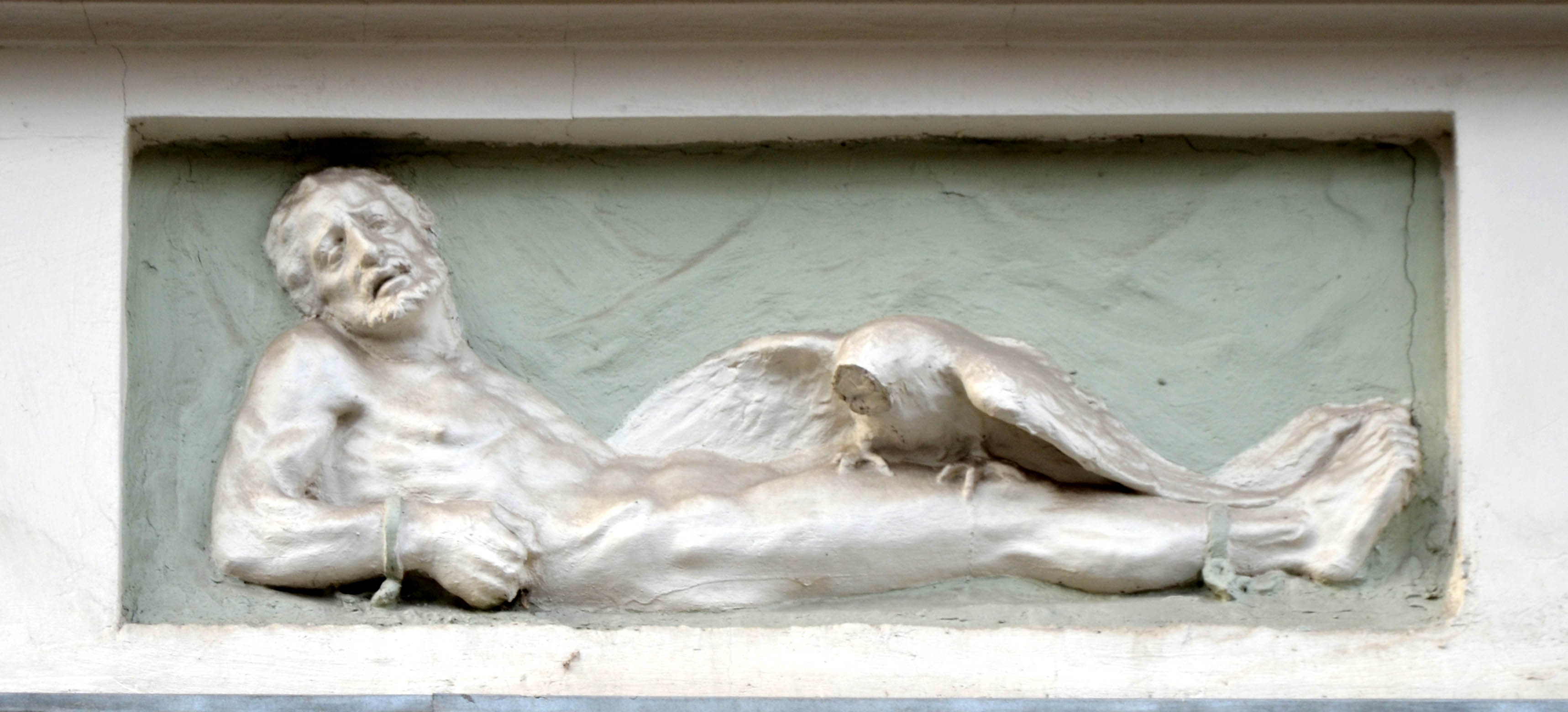
Барельєф на міфологічну тематику (вул. Ставропігійська, 4)
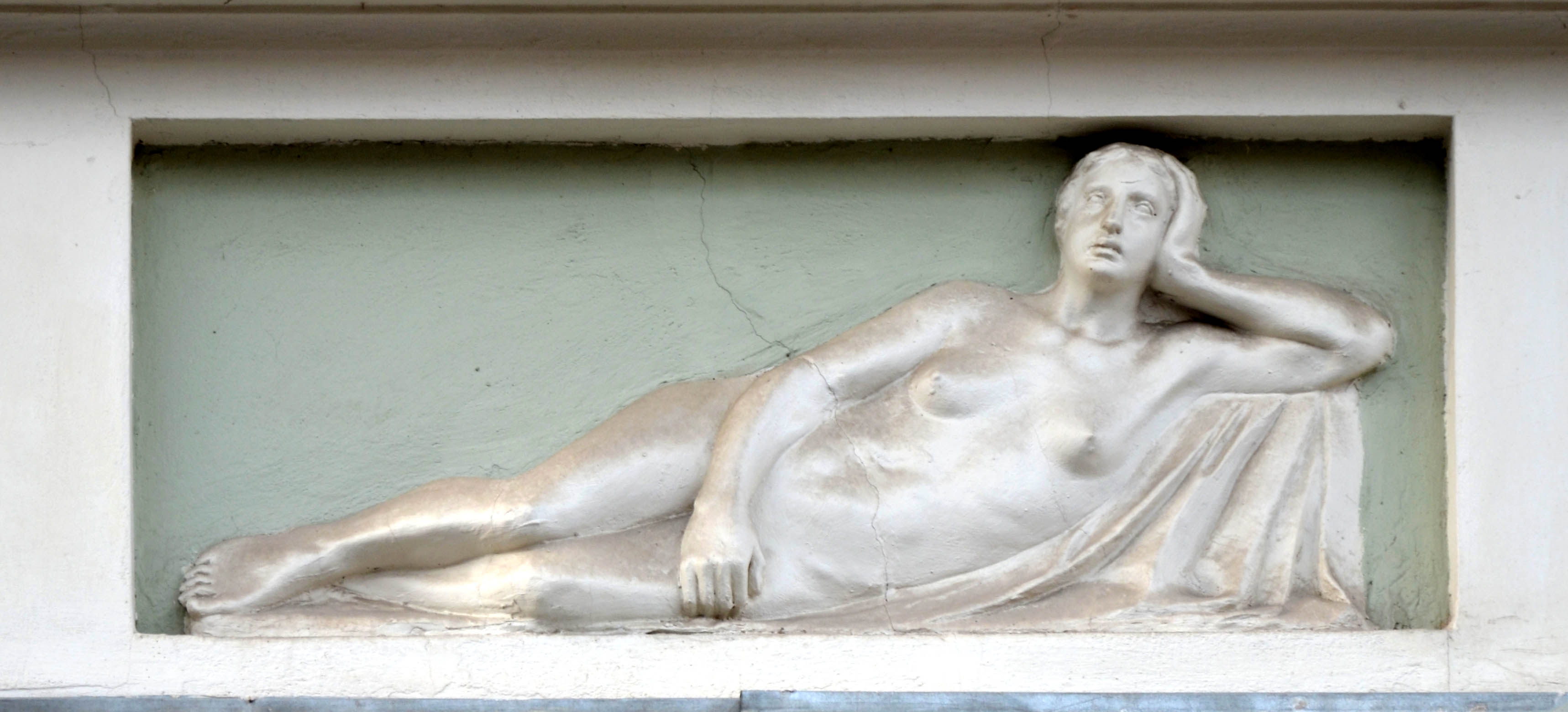
Барельєф на міфологічну тематику (вул. Ставропігійська, 4)
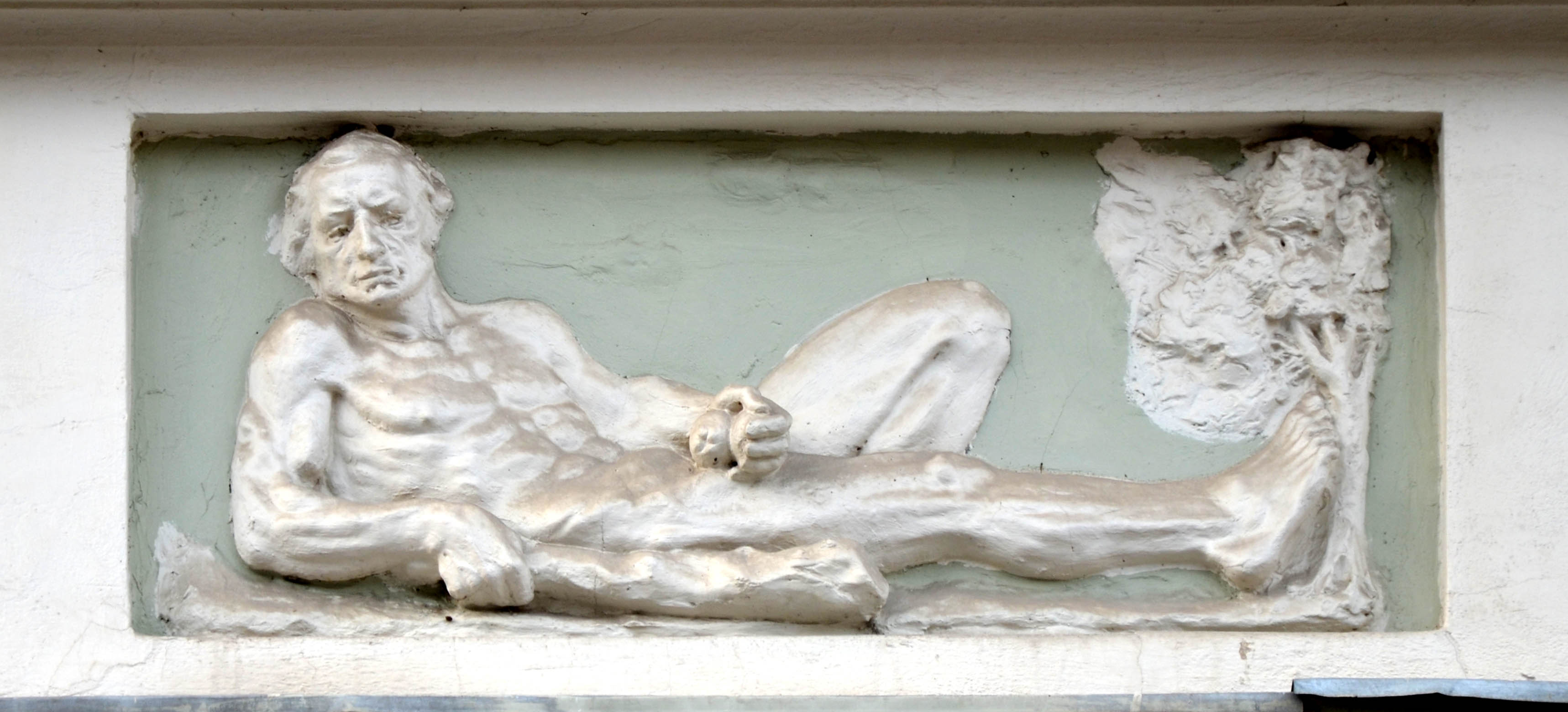
Барельєф на міфологічну тематику (вул. Ставропігійська, 4)
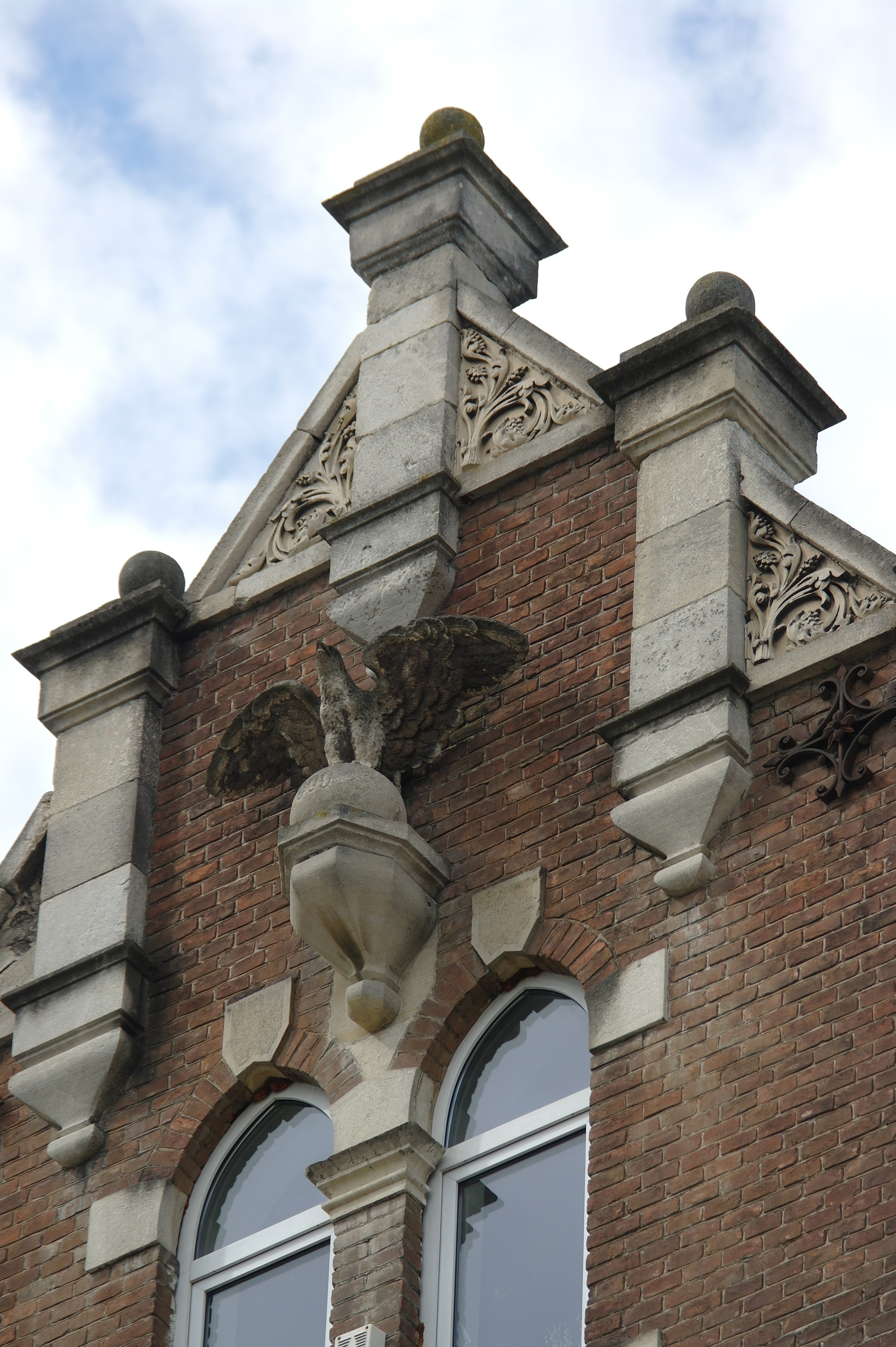
Фігура орла на фасаді будинку (вул. Зелена, 46)
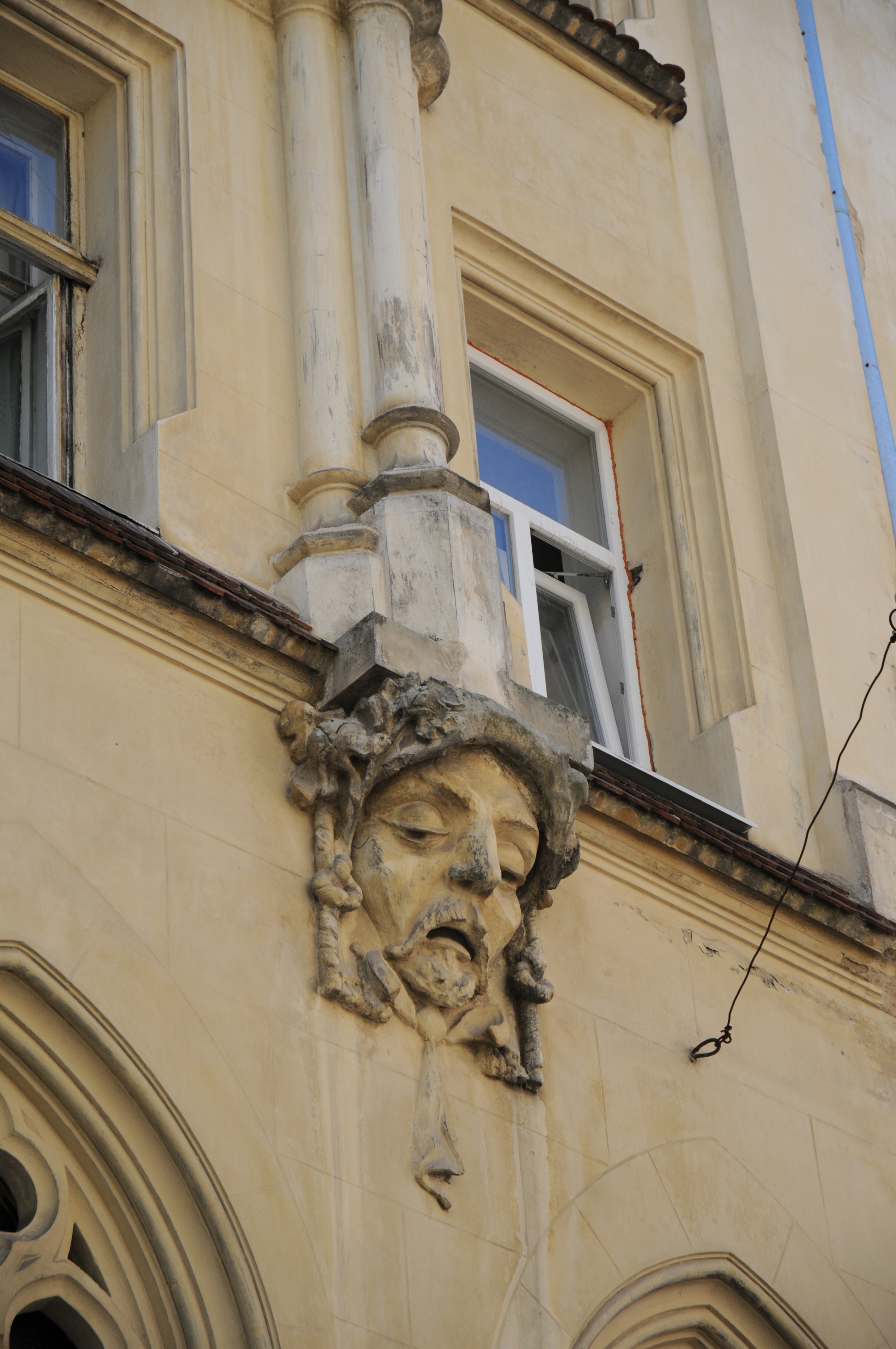
Маскарон на фасаді Львівського академічного театру імені Леся Курбаса (вул. Курбаса, 3)
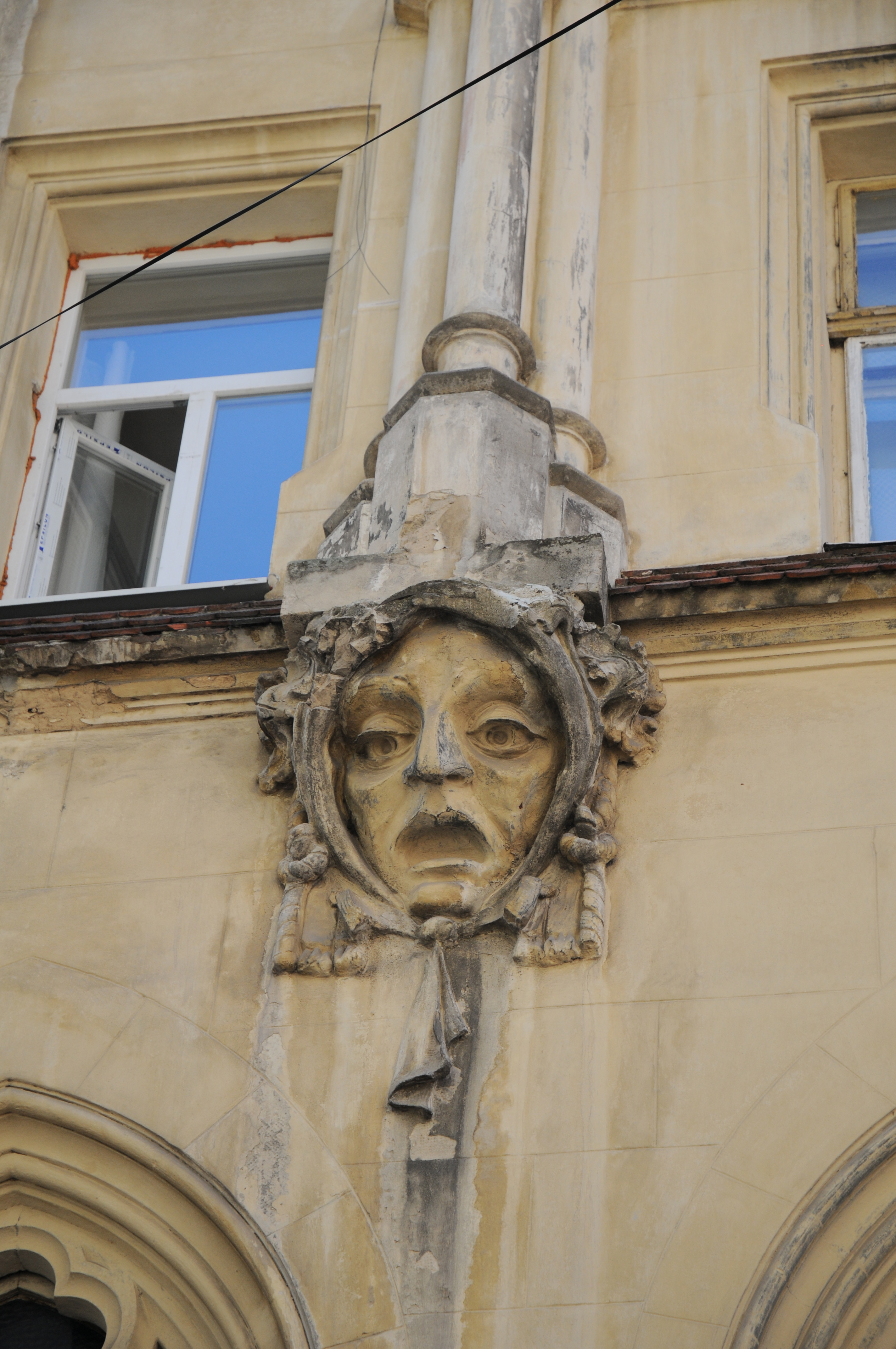
Маскарон на фасаді Львівського академічного театру імені Леся Курбаса (вул. Курбаса, 3)
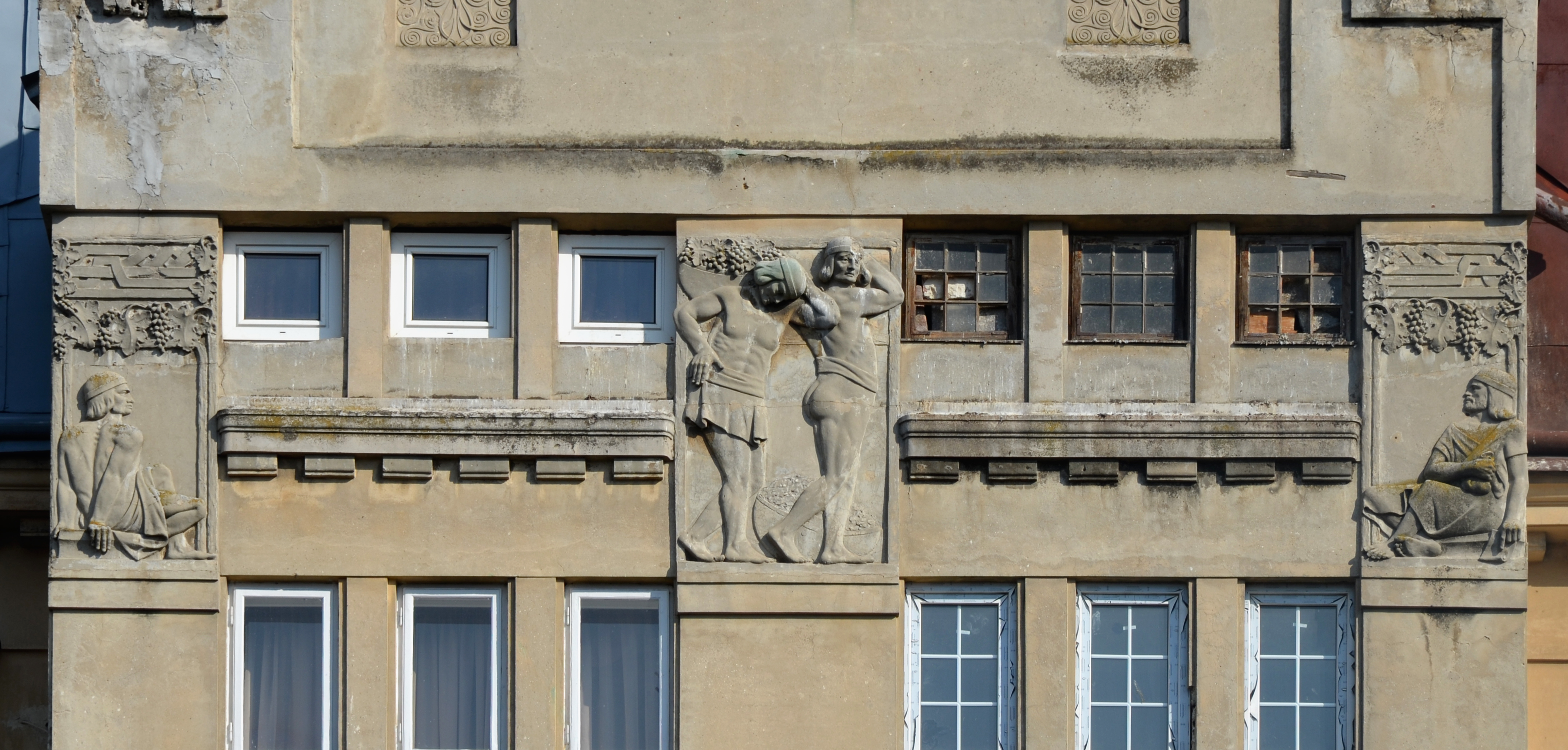
Барельєфи з фігурами збирачів винограду на фронтоні кам'яниці (вул. Пекарська, 49)

Ймовірне авторство
- скульптури гаргулій та химер на фасадах міської школи імені Генрика Сенкевича (1907, нині вул. Залізняка, 21)[2];
- скульптури гаргулій та химер на фасадах вілл на вул. Галицької Армії, 5, 7 (1909)[2];
- маскарони на фасадах кам'яниці на вул. Мартовича, 4 (1909)[2];
- рельєфи стилізованих драконів та симарглів на фасадах кам'яниці на вул. Франка, 71 (1911)[3][2];
- маскарони на фасадах кам'яниць на вул. Огієнка, 18, 18а (1911)[2];
- маскарони на фасадах кам'яниці на вул. Саксаганського, 14 (1911)[2];
- скульптури путті на фасадах кам'яниць вул. Левицького, 11, 11а, 15 (1911)[3];
- рельєфи стилізованих драконів та симарглів на фасаді кам'яниці на вул. Пекарській, 3 (1912)[3][2];
- рельєфи грифонів та слонових голів на фасаді кам'яниці на вул. Братів Рогатинців, 14 (1912)[2];
- скульптури путті, що пливуть на морських потворах на фасаді кам'яниці на вул. Шептицьких, 17 (1912)[5];
- декоративно спрощений горельєф «Вершник» на аттику кам'яниці на вул. Франка, 144 (1913)[2].

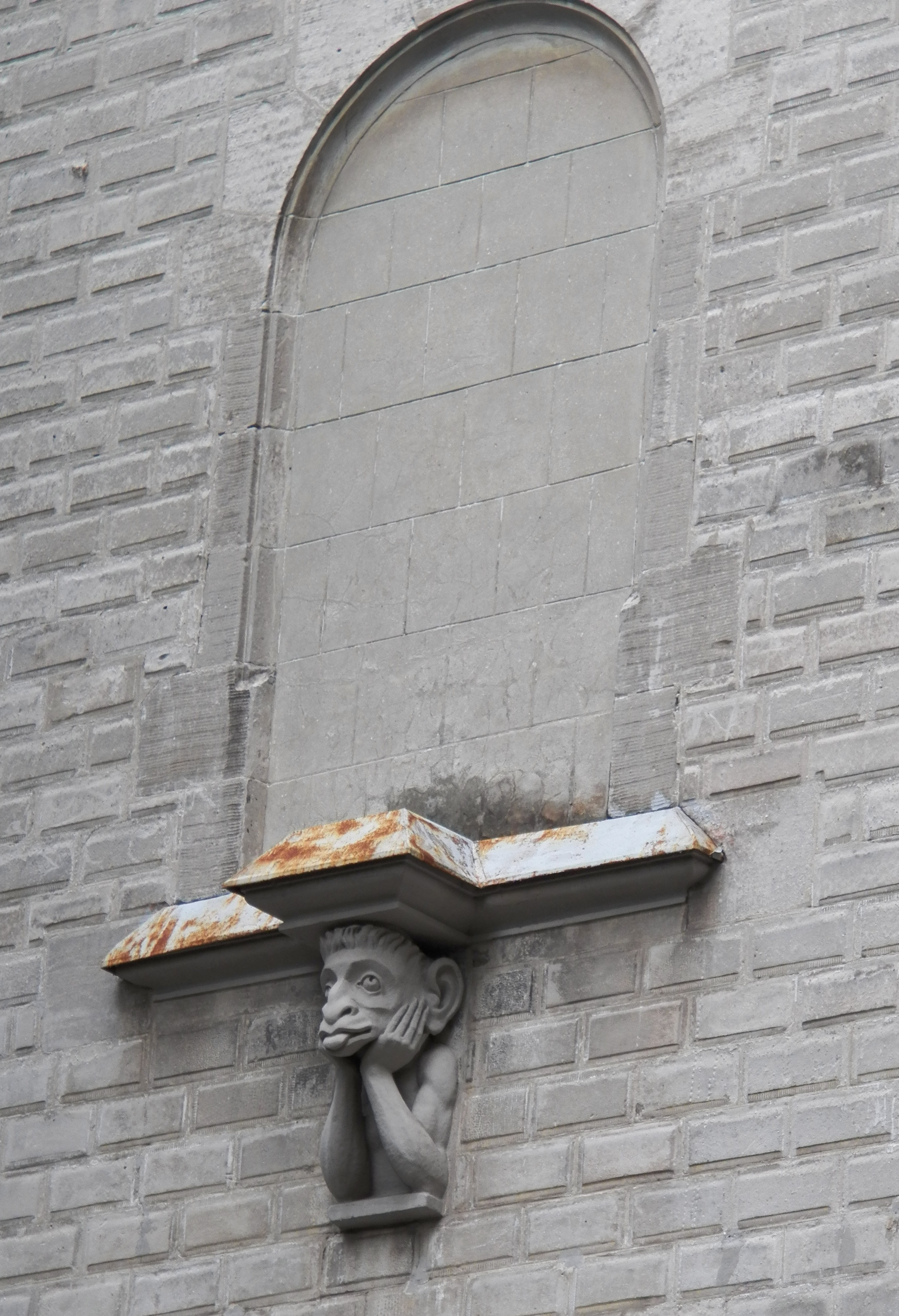
Скульптура гаргульї на фасаді вілли (вул. Вулиця Галицької Армії, 5)
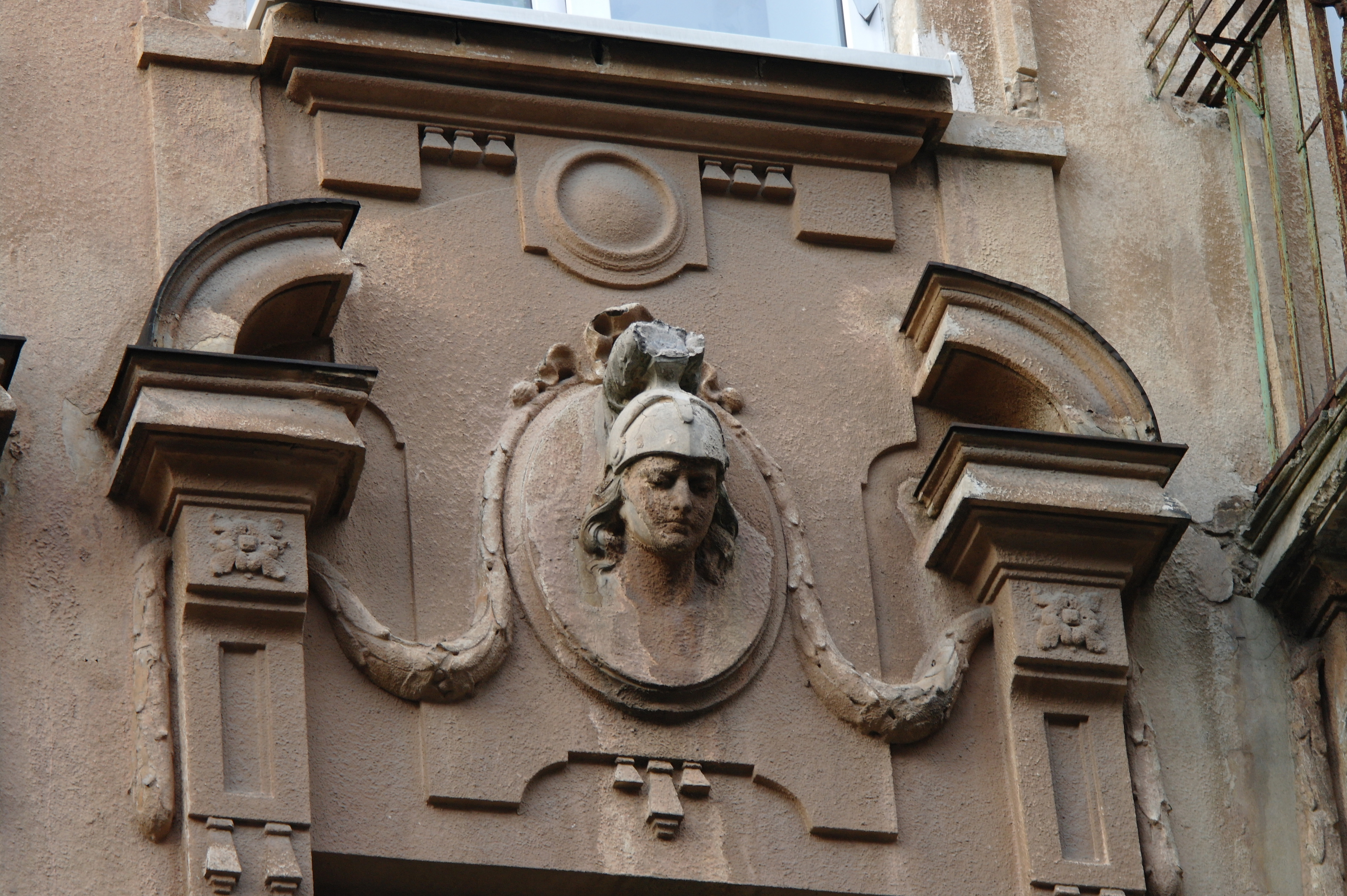
Маскарон на фасаді будинку (вул. Мартовича, 4)
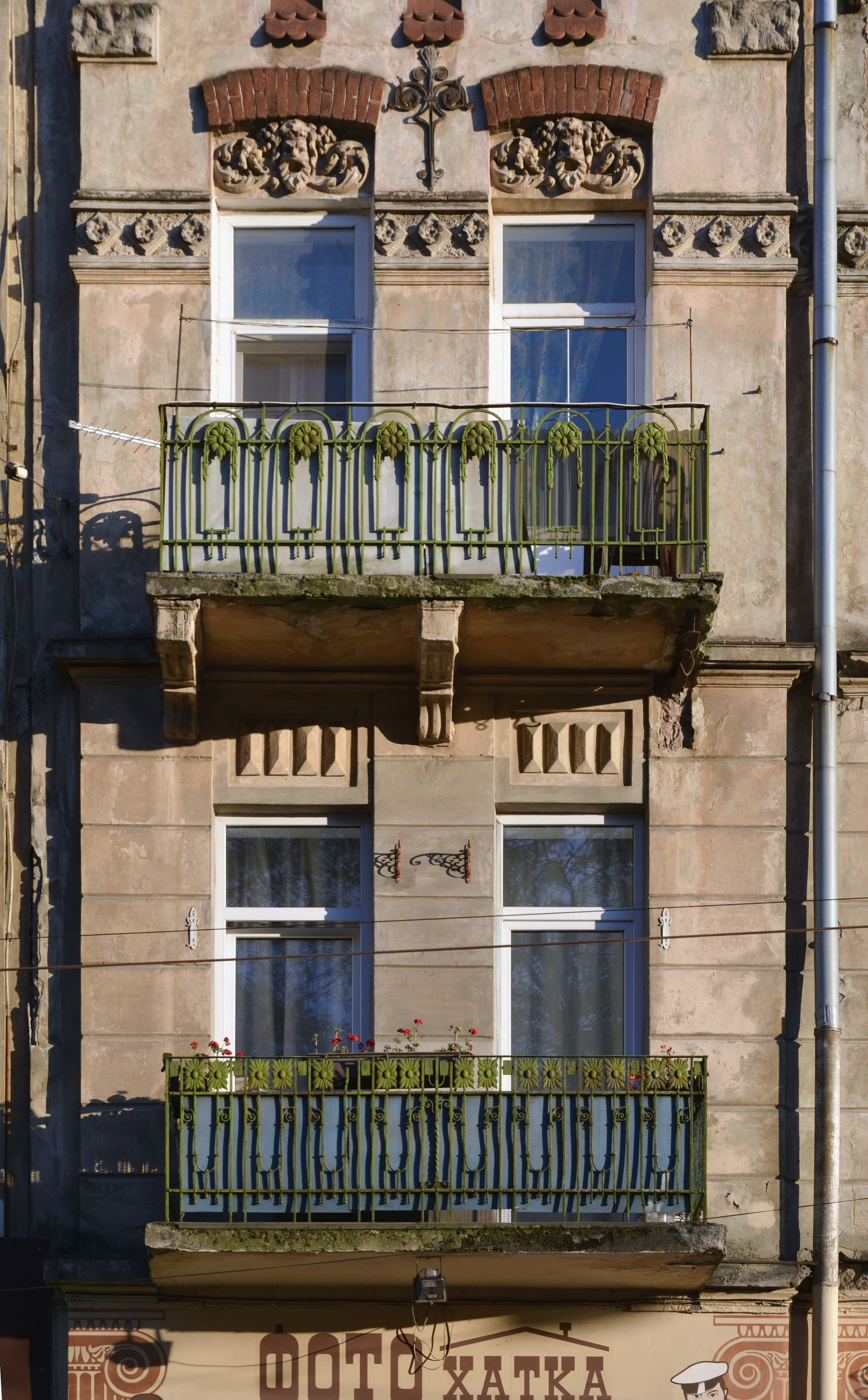
Рельєфи стилізованих симарглів на фасаді кам'яниці (вул. Франка, 71)
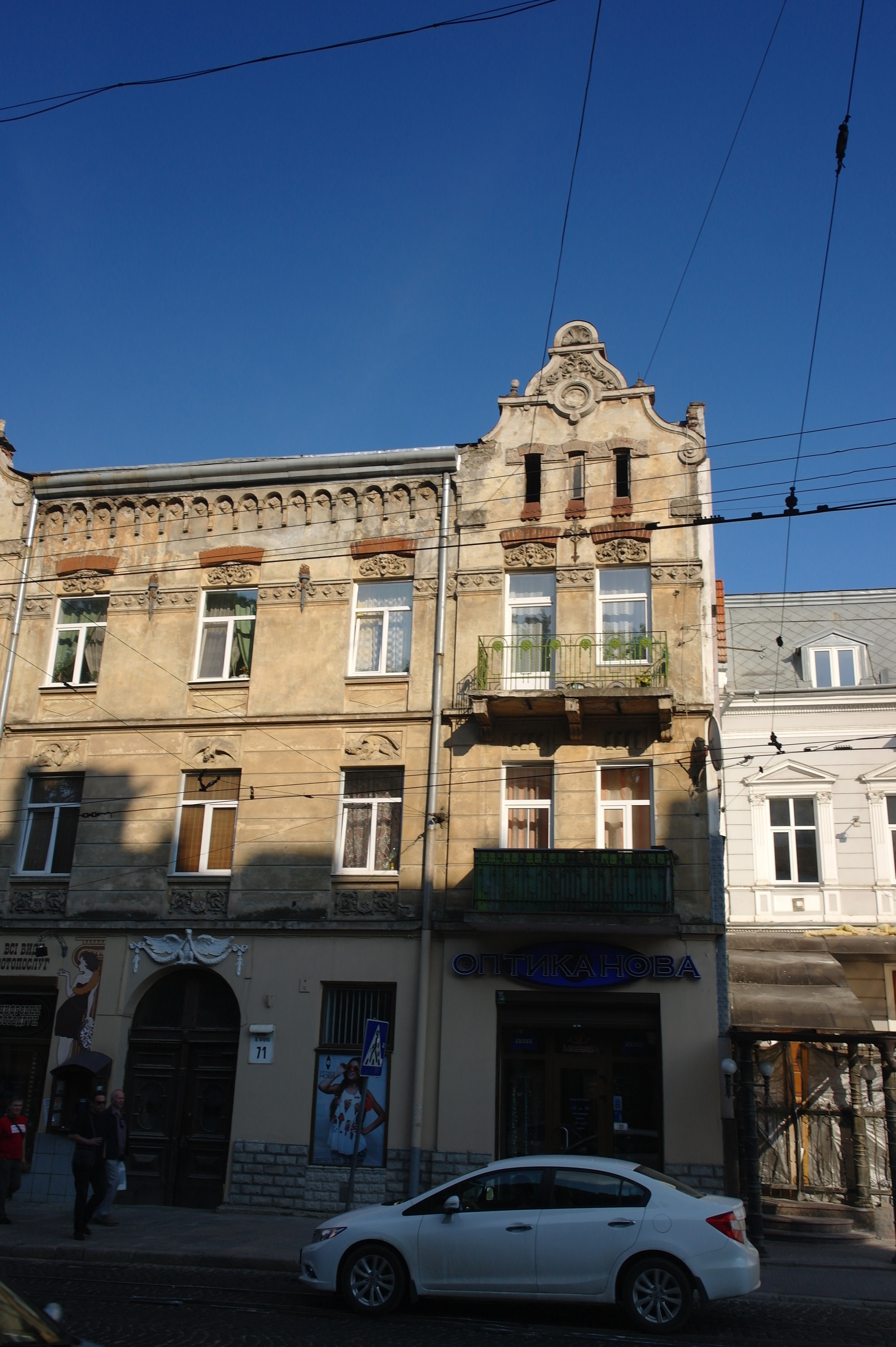
Рельєфи стилізованих драконів та симарглів на фасаді кам'яниці (вул. Франка, 71)
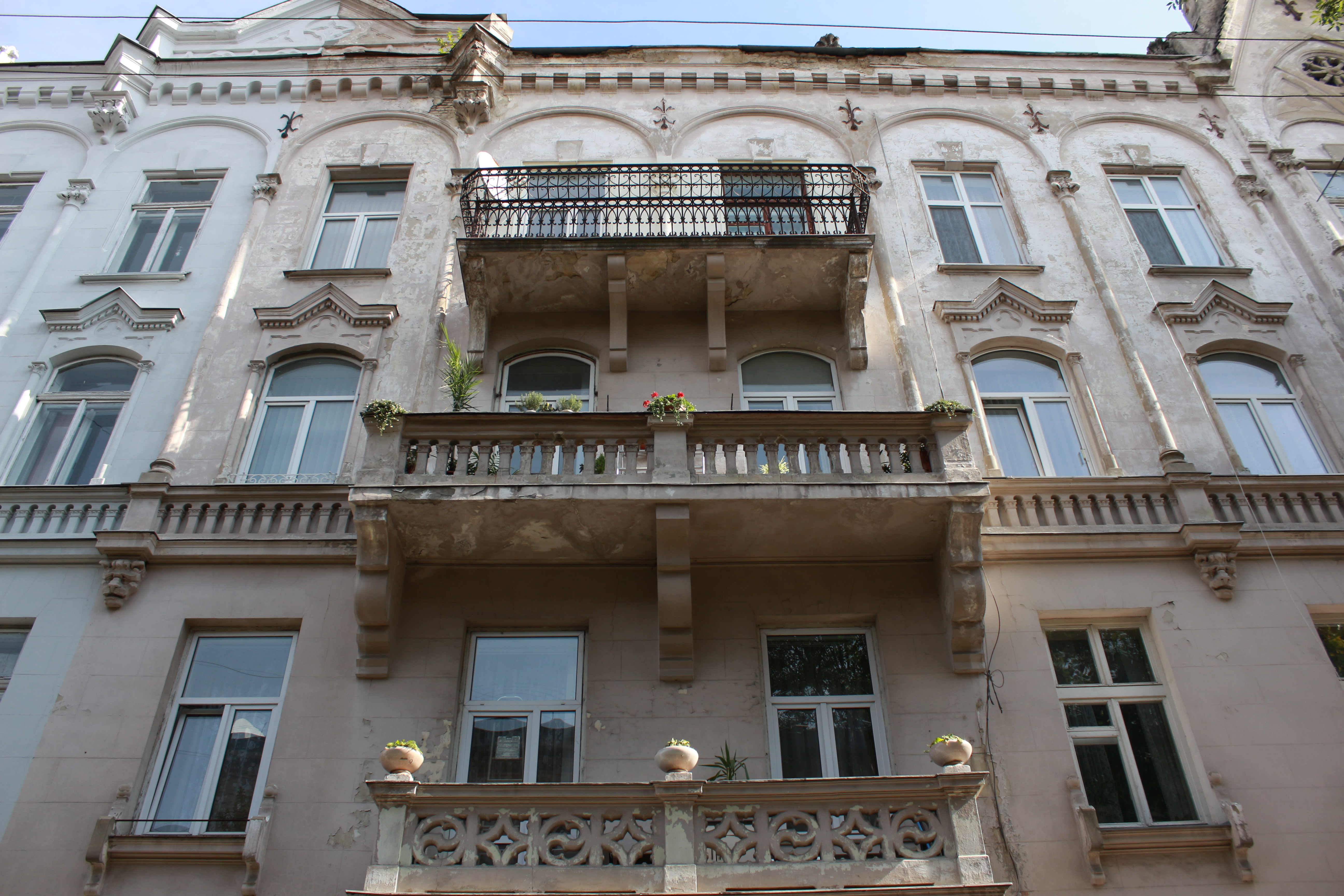
Маскарони на фасаді кам'яниці (вул. Огієнка, 18, 18а)
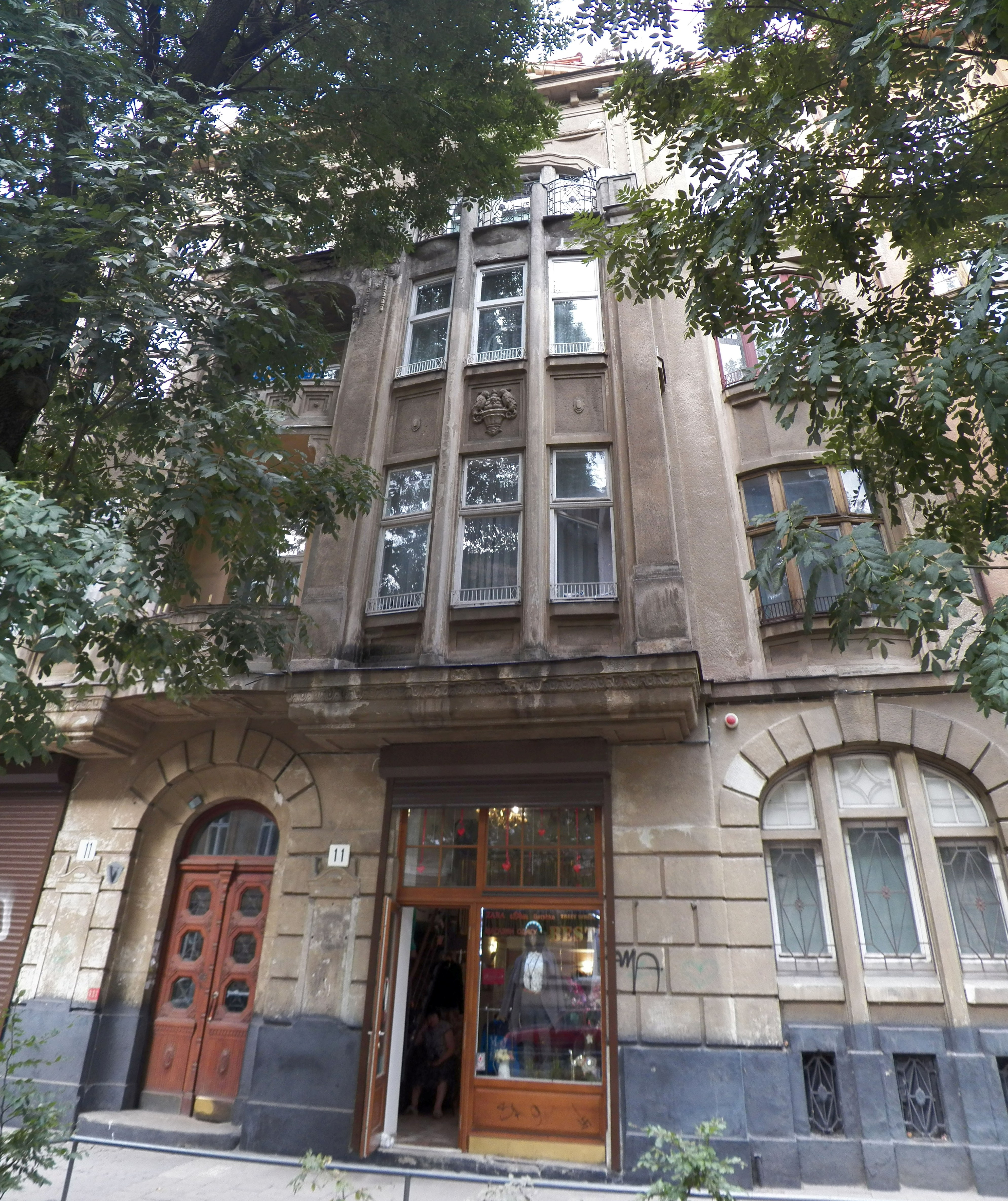
Скульптури путті на фасаді будинку (вул. Левицького, 11)
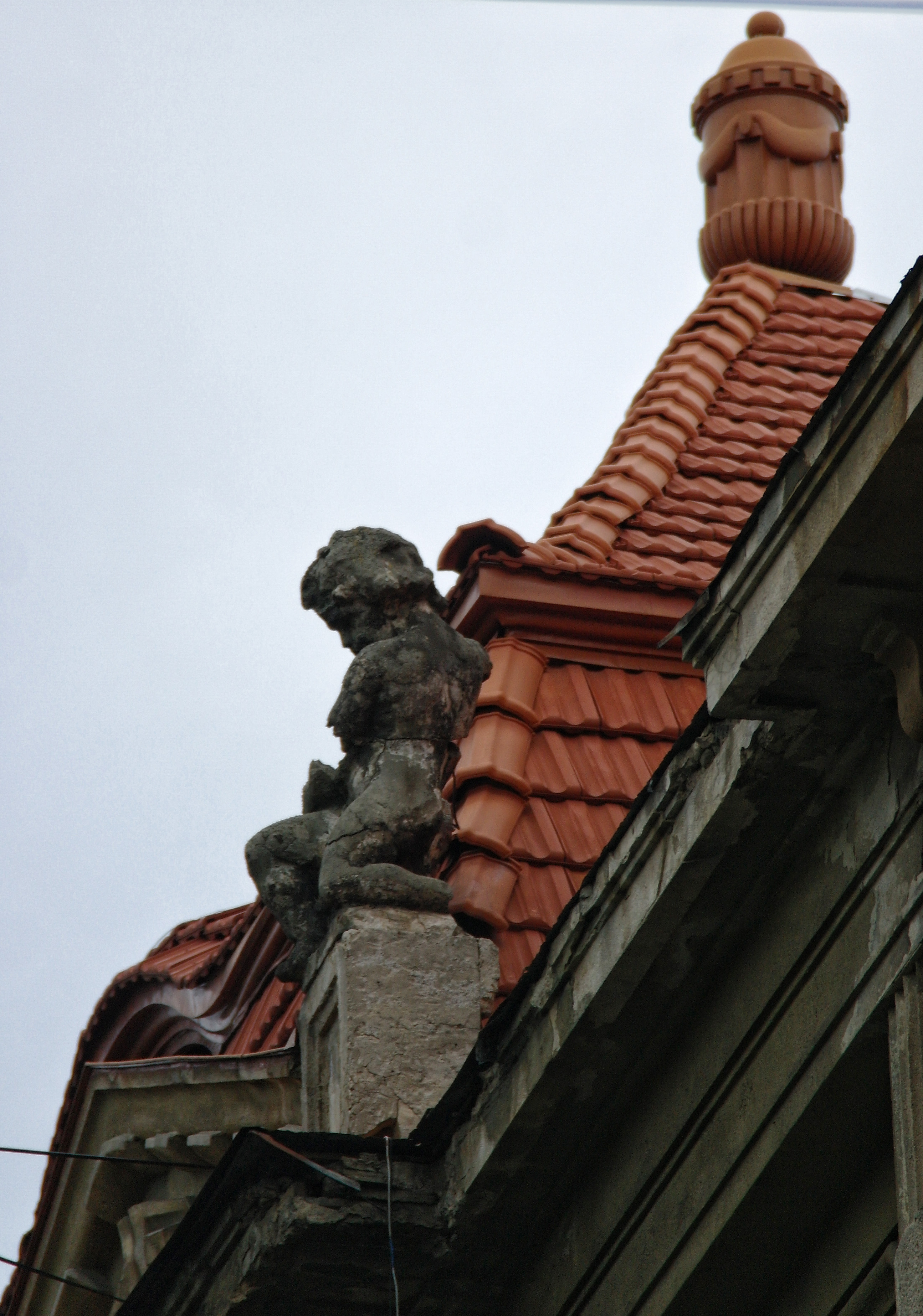
Скульптури путті на фасаді будинку (вул. Левицького, 11а)
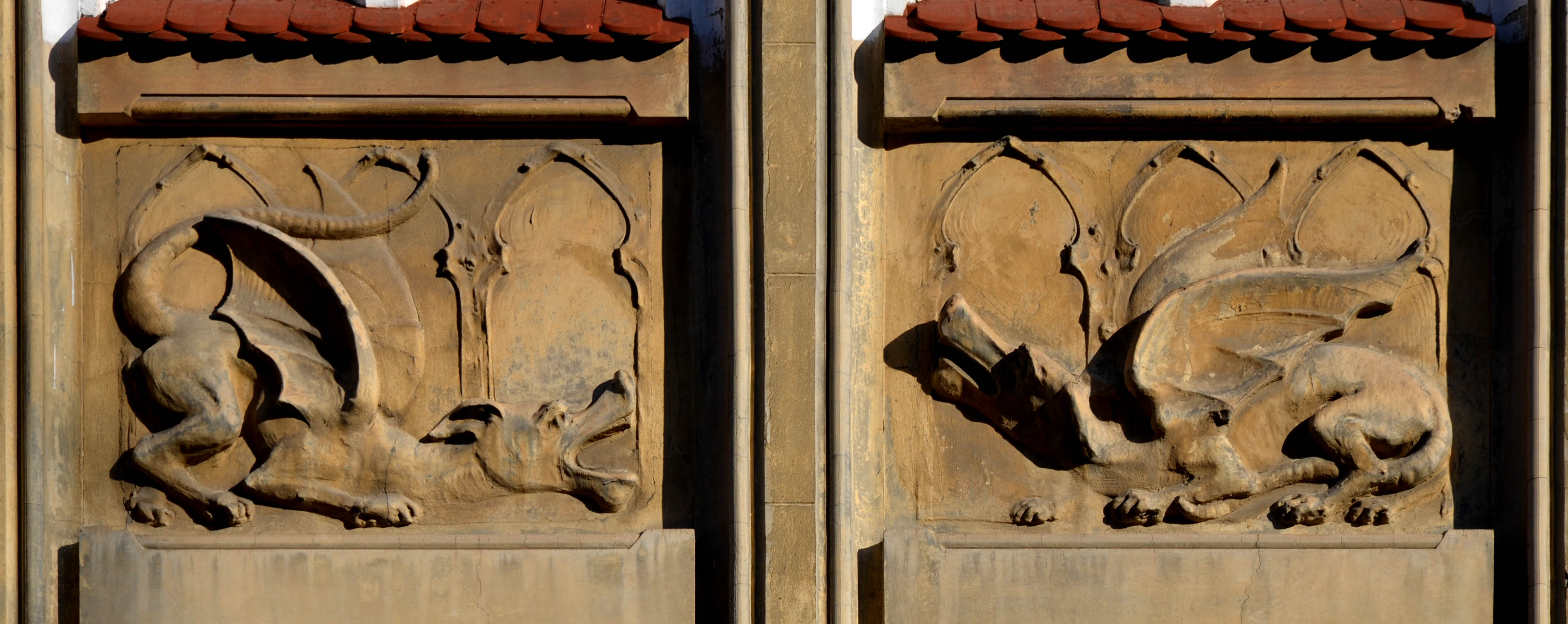
Рельєфи грифонів та слонових голів на фасаді кам'яниці (вул. Пекарська, 3)